# Cypriotisch voetbalkampioenschap 2002/03
In 2002/03 werd het 65e Cypriotische voetbalkampioenschap gespeeld. AC Omonia won de competitie voor 19e keer.

## Stadions
| Team         | Stadion                     |
| ------------ | --------------------------- |
| AEK          | GSZ Stadium                 |
| AEL          | Tsirion Stadium             |
| AEP          | Pafiako Stadium             |
| Alki         | GSZ Stadium                 |
| Anorthosis   | Antonis Papadopoulosstadion |
| APOEL        | GSP Stadium                 |
| Apollon      | Tsirion Stadium             |
| Aris         | Tsirion Stadium             |
| Digenis      | Makariostadion              |
| Ethnikos     | Dasaki Stadium              |
| ENP          | Paralimni Stadium           |
| Nea Salamina | Ammochostosstadion          |
| Olympiakos   | GSP Stadium                 |
| Omonia       | GSP Stadium                 |

## Stand
| Pos | Team                  | Wed | W  | G  | V  | Ptn | DV | DT | +/− | Kwalificatie of degradatie                                         |
| --- | --------------------- | --- | -- | -- | -- | --- | -- | -- | --- | ------------------------------------------------------------------ |
| 1   | Omonia (C)            | 26  | 18 | 6  | 2  | 60  | 68 | 22 | +46 | Gekwalificeerd voor Eerste voorronde UEFA Champions League 2003/04 |
| 2   | Anorthosis Famagusta  | 26  | 19 | 2  | 5  | 59  | 65 | 30 | +35 | Gekwalificeerd voor Voorronde UEFA Cup 2003/04                     |
| 3   | APOEL                 | 26  | 16 | 7  | 3  | 55  | 55 | 24 | +31 | Gekwalificeerd voor Voorronde UEFA Cup 2003/04                     |
| 4   | Olympiakos Nicosia    | 26  | 16 | 4  | 6  | 52  | 56 | 29 | +27 | Gekwalificeerd voor Eerste ronde UEFA Intertoto Cup 2003           |
| 5   | AEL Limassol          | 26  | 11 | 6  | 9  | 39  | 56 | 45 | +11 |                                                                    |
| 6   | Ethnikos Achna        | 26  | 10 | 7  | 9  | 37  | 35 | 32 | +3  | Gekwalificeerd voor Eerste ronde UEFA Intertoto Cup 2003           |
| 7   | AEP Paphos            | 26  | 11 | 4  | 11 | 37  | 38 | 45 | −7  |                                                                    |
| 8   | AEK Larnaca           | 26  | 9  | 5  | 12 | 32  | 43 | 50 | −7  |                                                                    |
| 9   | Digenis Morphou       | 26  | 9  | 4  | 13 | 31  | 40 | 40 | 0   |                                                                    |
| 10  | Enosis Neon Paralimni | 26  | 8  | 7  | 11 | 31  | 39 | 40 | −1  |                                                                    |
| 11  | Apollon Limassol      | 26  | 8  | 7  | 11 | 31  | 42 | 46 | −4  |                                                                    |
| 12  | Nea Salamina (R)      | 26  | 6  | 11 | 9  | 29  | 39 | 40 | −1  | Degradatie naar B' Kategoria 2003/04                               |
| 13  | Aris Limassol (R)     | 26  | 2  | 3  | 21 | 9   | 31 | 92 | −61 | Degradatie naar B' Kategoria 2003/04                               |
| 14  | Alki Larnaca (R)      | 26  | 1  | 3  | 22 | 6   | 21 | 93 | −72 | Degradatie naar B' Kategoria 2003/04                               |

## Resultaten
| Thuis \ Uit  | AEK | AEL | AEP | ALK  | ANR | APN | APL | ARS | DGN | ETH | ENP | NSL | OLM | OMN |
| ------------ | --- | --- | --- | ---- | --- | --- | --- | --- | --- | --- | --- | --- | --- | --- |
| AEK          |     | 3–1 | 2–1 | 1–0  | 1–5 | 0–5 | 3–0 | 4–0 | 4–1 | 2–0 | 1–1 | 4–2 | 1–1 | 0–2 |
| AEL          | 4–2 |     | 6–2 | 7–0  | 1–2 | 2–1 | 2–2 | 2–1 | 3–1 | 2–1 | 0–0 | 4–1 | 1–2 | 2–3 |
| AEP          | 1–0 | 0–0 |     | 2–1  | 4–2 | 0–2 | 2–1 | 4–2 | 3–1 | 2–0 | 0–0 | 1–3 | 0–3 | 2–4 |
| Alki         | 2–2 | 1–3 | 0–1 |      | 1–7 | 1–4 | 0–1 | 1–7 | 2–0 | 0–0 | 1–5 | 2–3 | 3–4 | 0–1 |
| Anorthosis   | 4–1 | 2–1 | 2–0 | 3–2  |     | 4–3 | 4–1 | 9–2 | 1–0 | 2–0 | 1–2 | 0–0 | 2–1 | 3–1 |
| APOEL        | 2–1 | 4–0 | 2–0 | 3–0  | 1–0 |     | 0–0 | 3–1 | 2–3 | 1–0 | 1–1 | 1–1 | 1–1 | 0–0 |
| Apollon      | 1–0 | 3–3 | 2–2 | 5–0  | 1–2 | 0–1 |     | 3–1 | 1–2 | 3–0 | 3–2 | 0–0 | 2–4 | 2–3 |
| Aris         | 2–4 | 0–4 | 2–1 | 2–2  | 0–4 | 1–3 | 1–5 |     | 1–4 | 3–3 | 2–3 | 1–4 | 0–4 | 0–3 |
| Digenis      | 1–1 | 2–2 | 0–1 | 8–0  | 1–2 | 1–3 | 0–0 | 2–0 |     | 3–1 | 1–0 | 1–1 | 0–1 | 1–2 |
| Ethnikos     | 3–2 | 2–1 | 1–0 | 2–0  | 2–0 | 1–1 | 2–0 | 2–0 | 6–1 |     | 3–1 | 0–0 | 1–4 | 1–1 |
| ENP          | 4–1 | 0–1 | 4–2 | 1–0  | 0–1 | 2–5 | 2–2 | 6–0 | 1–3 | 0–3 |     | 1–0 | 0–1 | 1–1 |
| Nea Salamina | 1–1 | 6–1 | 1–2 | 8–1  | 0–2 | 1–1 | 3–1 | 2–2 | 0–3 | 1–1 | 0–0 |     | 0–0 | 1–2 |
| Olympiakos   | 2–1 | 3–2 | 3–4 | 2–0  | 1–1 | 0–1 | 2–3 | 6–0 | 1–0 | 2–0 | 3–2 | 4–0 |     | 0–1 |
| Omonia       | 4–1 | 1–1 | 1–1 | 11–1 | 3–0 | 3–4 | 5–0 | 4–0 | 1–0 | 0–0 | 4–0 | 4–0 | 3–1 |     |

## Topscores
| Rank | Spelers          | Club                 | Doelpunten |
| ---- | ---------------- | -------------------- | ---------- |
| 1    | Marios Neophytou | Anorthosis Famagusta | 33         |

## Kampioen
| 2002/03                        |
| Cyprus                         |
| ------------------------------ |
| AC Omonia Kampioen (19° titel) |

1934/35 · 1935/36 · 1936/37 · 1937/38 · 1938/39 · 1939/40 · 1940/41 · 1941/42 · 1942/43 · 1943/44 ·  1944/45 · 1945/46 · 1946/47 · 1947/48 · 1948/49 · 1949/50 · 1950/51 · 1951/52 · 1952/53 · 1953/54 · 1954/55 · 1955/56 · 1956/57 · 1957/58 · 1958/59 ·  1959/60 · 1960/61 · 1961/62 · 1962/63 · 1963/64 · 1964/65 · 1965/66 · 1966/67 · 1967/68 · 1968/69 · 1969/70 · 1970/71 · 1971/72 · 1972/73 · 1973/74 · 1974/75 · 1975/76 · 1976/77 · 1977/78 · 1978/79 · 1979/80 · 1980/81 · 1981/82 · 1982/83 · 1983/84 · 1984/85 · 1985/86 · 1986/87 · 1987/88 · 1988/89 · 1989/90 · 1990/91 · 1991/92 · 1992/93 · 1993/94 · 1994/95 · 1995/96 · 1996/97 · 1997/98 · 1998/99 · 1999/00 · 2000/01 · 2001/02 · 2002/03 · 2003/04 · 2004/05 · 2005/06 · 2006/07 · 2007/08 · 2008/09 · 2009/10 · 2010/11 · 2011/12 · 2012/13 · 2013/14 · 2014/15 · 2015/16 · 2016/17 · 2017/18 · 2018/19 · 2019/20 · 2020/21 · 2021/22